# 土魯斯伯爵
土魯斯伯爵（法语：Comte de Toulouse）是中世紀中後期法國采邑土魯斯伯國的君主。有記載的第一位伯爵是Chorso，九世紀末期統治土魯斯。自十世紀開始的世襲統治者被稱為土魯斯家族，直到1271年家族絕嗣，土魯斯成為法國王室領地。

## 伯爵列表

### 加洛林王朝附庸
- Chorso
- Beggo
- Bérenger

### 土魯斯家族
- 威廉三世（英语：William III, Count of Toulouse），978年—1037年
- 龐斯（英语：Pons, Count of Toulouse），1037年—1060年
- 威廉四世（英语：William IV, Count of Toulouse），1060年—1094年
- 雷蒙四世，1094年—1096年
- 貝特蘭（英语：Bertrand, Count of Toulouse），1096年—1108年
- 阿爾方斯·居爾丹，1108年—1148年
- 雷蒙五世，1148年—1194年
- 雷蒙六世，1194年—1222年
- 雷蒙七世，1222年—1249年
- 讓娜（英语：Joan, Countess of Toulouse），1249年—1271年